# Abney Park (zespół muzyczny)
Abney Park – amerykańska grupa muzyczna założona w Seattle w 1997 roku. Ich muzyka miesza ze sobą elementy industrialu, rocka, muzyki etnicznej i muzyki gotyckiej. Charakterystyczne dla Abney Park jest odwoływanie się do estetyki steampunku i wiktoriańska stylizacja instrumentów.

## Członkowie zespołu
- Robert Brown – wokal, darbuka, melodeon
- Kristina Erickson – keyboard, wokal
- Nathaniel Johnstone – gitara, skrzypce, mandolina
- Daniel Cederman – gitara, gitara basowa

### Byli członkowie
- Jody Ellen
- Traci Nemeth
- Krzysztof Nemeth
- Robert Hazelton
- Magdalene Veen
- Jean-Paul Mayden
- Finn Von Claret
- Robert Gardunia

## Dyskografia

### Albumy studyjne
- Abney Park (1998)
- Return to the Fire (1999)
- Cemetery Number 1 (2000)
- From Dreams or Angels (2002)
- Twisted & Broken: Abney Park Remixed
- Taxidermy (2005)
- The Death of Tragedy (2005)
- Lost Horizons (2008)
- Dark Christmas (2009)
- Æther Shanties (2009)
- The End of Days (2010)
- Off the Grid (2011)
- Ancient World (2012)
- The Circus at The End Of The World (2013)